# خطيئة تاكوبي الأصلية
خطيئة تاكوبي الأصلية (باليابانية: タコピーの原罪) هي سلسلة مانغا ويب يابانية من تأليف ورسم تايزان 5. نُشرت على منصة شوئيشا الإلكترونية شونن جمب+ من ديسمبر 2021 إلى مارس 2022، وجُمعت فصولها في مجلدين تانكوبون. اقتبست إلى مسلسل أنمي من إنتاج إينيشيا في يونيو 2025.

## القصة
في عام 2016، هبط كائن فضائي من كوكب هابي، على الأرض مهمته نشر السعادة بين الناس. أول شخص يلتقي به هي شيزوكا، فتاة في التاسعة من عمرها تتعرض للتنمر من زميلتها في الصف الرابع مارينا، ولا تجد المواساه إلا مع كلبها تشابي. لاحظت شيزوكا أنه يشبه الأخطبوط، فأطلقت على الكائن الفضائي اسم تاكوبي. قرر تاكوبي استخدام أدوات كوكبه السعيدة لمساعدة شيزوكا ولإعادة الابتسامة إلى وجهها مُجدداً. لكن محاولاته الخاطئة والغير مدروسة لمساعدتها باستخدام تقنياته المتقدمة للرجوع بالزمن تؤدي فقط إلى الفوضى والموت.

## الشخصيات
- تاكوبي

أداء صوتي: كورومي ماميا
كائن فضائي سعيد من كوكب هابي يشبه الأخطبوط. هدف تاكوبي هو نشر السعادة للآخرين من خلال أدواته المختلفة، على الرغم من أن نظرته البريئة والبسيطة للعالم تتعرض للتحدي عندما يواجه المواقف المعقدة وطبيعة البشر.
- شيزوكا كوزي

أداء صوتي: رينا أويدا
فتاة صغيرة تصادق تاكوبي عند وصوله إلى كوكب الأرض. تتعرض للتنمر في مدرستها بسبب عمل والدتها ولا تجد المواساه إلا في المنزل مع كلبها الأليف تشابي. لكنها تنتحر بعد أن أخذ مكتب مراقبة الحيوانات الكلب تشابي، أنقذ تاكوبي شيزوكا بعودته بالزمن، على أمل تحسين حياة شيزوكا.
- مارينا كيرارازاكا

أداء صوتي: كونومي كوهارا
زميلة شيزوكا في الفصل التي تتنمر عليها، وتسخر كثيرًا من وضعها العائلي، وبسبب خيانة والدها مع والدة شيزوكا. وهي ضحية إساءة معاملة من والدتها.
- ناوكي أزوما

أداء صوتي: آنا ناغاسي
زميل شيزوكا في الدراسة الذي يحاول دعمها بأي طريقة ممكنة، على الرغم من أن شيزوكا رفضت مساعدته مرارًا وتكرارًا.

## الوسائط

### الأنمي
اقتبست المانغا إلى مسلسل أنمي من اخراج وسيناريو شينيا إينو، وإنتاج ستوديو إينيشيا، وتصميم الشخصيات من قبل كيتا ناغاهارا والموسيقى من تأليف يوشياكي فوجيساوا.

## الاستقبال
فازت المانغا بجائزة التميز في حفل توزيع جوائز جمعية رسامي المانغا الياباني الحادي والخمسين في عام 2022. احتلت السلسلة المركز الثالث في طبعة 2023 من قائمة تاكاراجيماشا "كونو مانغا غا سوغوي!" لأفضل مانغا للقراء الذكور. احتلت السلسلة المركز التاسع في تصنيف "أفضل مانغا 2023!" لمجلة فريستايل. تم ترشيحها لجائزة مانغا تايشو السادسة عشرة في عام 2023، واحتلت المرتبة العاشرة من بين 11 مرشحًا، تم ترشيحها لجائزة تيزوكا أوسامو الثقافية السابعة والعشرين في نفس العام. تم ترشيح المانغا لجائزة سيون الرابعة والخمسين في فئة أفضل قصة مصورة في عام 2023.
في فبراير 2022، أُفيد أن السلسة تجاوزت 2 مليون مشاهدة يوميًا على منصة شونن جمب+. بيع من المجلد الأول 41277 نسخة في أسبوعه الأول،, وبيع من المجلد الثاني 198505 نسخة في أسبوعه الأول. وبحلول مايو 2022، تجاوزت مبيعات المانغا 1.2 مليون نسخة متداولة، بما في ذلك الإصدارات الرقمية.